# Broken Hill
Broken Hill je město v Austrálii ve státě Nový Jižní Wales. Má 19 960 občanů. Nachází se v horách Main Barrier 1100 km na západ od Sydney.

## Historie
Město má důl zinkové a olověné rudy, založený v 1883, který je největší v Austrálii a jeden z největších na světě. Město je regionální centrum služeb pro chov ovcí, od roku 1939 zdravotní letecké služby.

## Dnes
Dnes je Broken Hill velmi moderní město s velkým počtem zahrad. Voda do zahrad je přiváděna z řeky Darling, která se nachází 109 km od města.